# هاري ويد (سياسي)
هاري ويد (بالإنجليزية: Harrie Wade) هو سياسي أسترالي وُلِد في 10 يناير 1905 في كينغستون، فيكتوريا (أستراليا). كان عضوًا في مجلس الشيوخ الأسترالي ممثلًا عن ولاية فيكتوريا من عام 1956 حتى وفاته في 18 نوفمبر 1964.

## حياته ومهنته
قبل دخوله السياسة، عمل ويد في القطاع الزراعي وكان ناشطًا في الشؤون الريفية، ما قاده للانضمام إلى الحزب الريفي الأسترالي. انتُخب لمجلس الشيوخ عام 1955 وبدأ مهامه رسميًا في 1956.
شغل ويد عدة مناصب وزارية، أبرزها:
- وزير الصحة (1961–1964) في حكومة رئيس الوزراء روبرت منزيز.
- زعيم الحزب الريفي في مجلس الشيوخ.

## أبرز إنجازاته ومبادراته
كوزير للصحة، لعب ويد دورًا رئيسيًا في:
- دعم حملات التطعيم الوطنية ضد الأمراض المعدية مثل شلل الأطفال.
- الإشراف على برامج الصحة العامة، بما في ذلك تحسين خدمات المستشفيات وتوسيعها.
- الدفع باتجاه سياسات صحية أكثر شمولًا في المناطق الريفية والنائية.
- المشاركة في تطوير تشريعات لتعزيز ممارسات الصحة العامة على المستوى الوطني.

عرف عنه أيضًا الدفاع عن قضايا المزارعين، إذ دعم مبادرات لرفع مستوى البنية التحتية الزراعية وتحسين أوضاع المجتمعات الريفية.

## وفاته
توفي هاري ويد فجأة بسبب نوبة قلبية في 18 نوفمبر 1964 أثناء وجوده في كانبيرا وهو لا يزال في منصبه.